# Aruna Dindane
Aruna Dindane är en fotbollsspelare som spelar som anfallare. Han är från Elfenbenskusten, född 26 november 1980 i Costa Marfil. Dindane är för tillfället kontraktslös.
År 2000 blev Dindane proffs i Belgiska storklubben RSC Anderlecht efter att ha slagit igenom hemma i Elfenbenskusten för klubben ASEC Mimosas d'Abidjan. Under ivorianens fem år i klubben växte han fram och blev en av de större profilerna i belgiska ligan. Sommaren 2005 köptes han av RC Lens. Sedan augusti 2010 spelade Dindane i Lekhwiya till januari 2012.